# Comptador Geiger

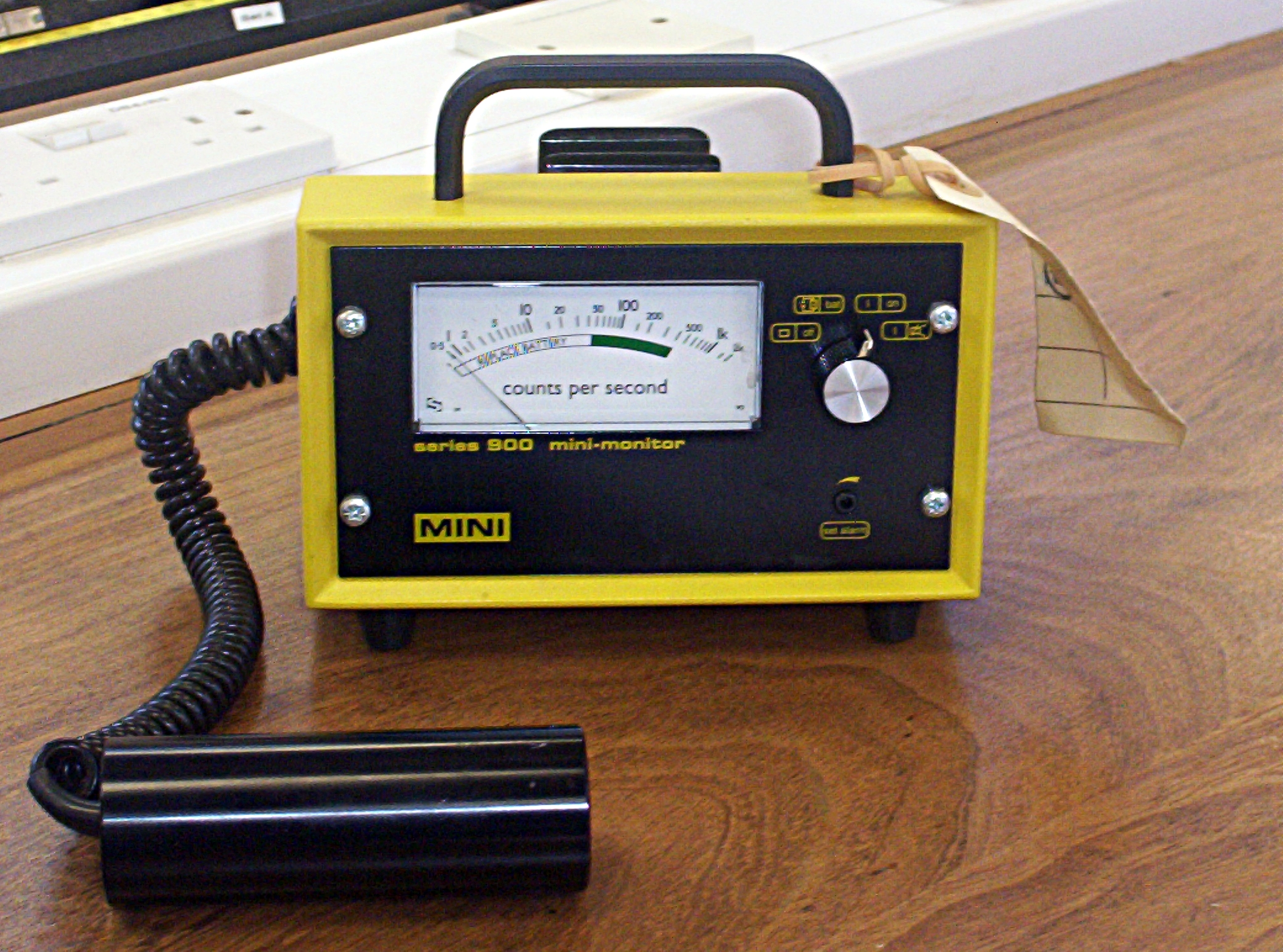
Comptador Geiger modern.

Un comptador Geiger, també anomenat comptador Geiger-Müller, és un detector de partícules que permet mesurar els nivells de radiació ionitzant.

## Història
El 1908, Hans Geiger i Ernest Rutherford van desenvolupar un mecanisme capaç de detectar partícules alfa. El 1928, Geiger i Walther Müller (estudiant de doctorat de Geiger) van millorar el comptador de manera que pogués detectar totes les classes de radiació ionitzant.
La versió actual del comptador de Geiger s'anomena comptador halogen. Aquest disseny, que data del 1947, va ser proposat per Sidney H. Liebson (Phys. Accelerar. 72, 602-608 (1947)). Els comptadors halògens han substituït el model anterior a causa de la seva vida útil més llarga i perquè requereixen un voltatge operatiu més baix.

## Funcionament

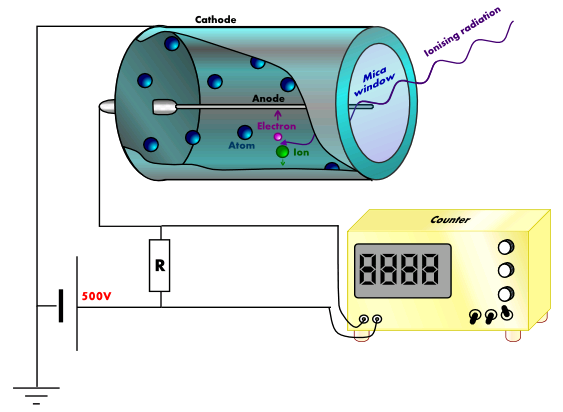
Esquema d'un comptador Geiger.

El sensor del comptador Geiger és un tub que conté un gas inert (normalment heli, neó o argó amb halògens afegits) que condueix breument electricitat entre dos elèctrodes quan una partícula o fotó de radiació fa conductiu el gas temporalment. Quan un ió o electró penetra al tub (o es desprèn un electró de la paret pels raigs X o gamma) es desprenen electrons dels àtoms del gas; a causa del voltatge positiu del fil central, aquests electrons són atrets cap al fil. En fer-ho guanyen energia, col·lideixen amb els àtoms i alliberen més electrons, fins que el procés es converteix en una "allau" que produeix un impuls de corrent perceptible. Finalment, l'impuls de corrent és mostrat pel moviment d'una agulla i sol ser acompanyat per un clic audible a cada descàrrega en un altaveu connectat amb aquest propòsit.
El tub conté al seu interior un fil metàl·lic al llarg de l'eix del cilindre que fa d'elèctrode. Entre el càtode (tub exterior) i l'ànode (fil interior) hi ha centenars de volts, però no hi circula corrent fins que les partícules entrants provoquen l'allau d'electrons.
A l'instrument se l'anomena "comptador" perquè cada partícula que passa per ell produeix un impuls idèntic, permetent comptar les partícules (normalment de forma electrònica) però sense dir-nos res sobre la seva identitat o la seva energia (excepte que han de tenir energia suficient per travessar la làmina de mica de la finestra del sensor).